# Wim Cool
Willem Nicolaas (Wim) Cool (Gieten, 12 februari 1943) is een Nederlandse jurist, ambtenaar en D66-politicus.

## Leven en werk
Cool heeft werkervaring als provinciaal beleidsmedewerker bij Bureau Bedrijfs-contacten, bij Luchtvaart-Fokker, bij Philips-Duphar-geneesmiddelen, bij een toeleveringsbedrijf in de olie-en gasindustrie, in het onderwijs, in het interim-management, bij de Kamer van Koophandel en als bedrijfsadviseur/mediator. Hij heeft juridische scholing genoten, onder andere in EEG-recht. Cool was van 1994 tot 2002 gemeenteraadslid en van 1998 tot 2002 wethouder van Noorder-Koggenland. Van 2004 tot 2010 was hij wethouder van Niedorp. Van 2011 tot 2018 was hij lid van de Provinciale Staten van Noord-Holland.

#### Ongeldige stem
Tijdens de Eerste Kamerverkiezingen 2011 bracht Cool als Statenlid van D66 een ongeldige stem uit. Hij stemde met een blauwe pen in plaats van met een rood potlood, hetgeen volgens de reglementen verplicht was. Hierdoor ging een zetel voor D66 verloren ten gunste van de SP. D66 tekende bezwaar aan tegen de ongeldige stem, maar de Kiesraad wees dit bezwaar af. De Eerste Kamer telde de stem niet mee voor de definitieve zetelverdeling.